# Чомонинська сільська рада
| Чомонинська сільська рада — колишній орган місцевого самоврядування у Мукачівському районі Закарпатської області з адміністративним центром у с. Чомонин. Сільській раді підпорядковані населені пункти: - с. Чомонин |

## Склад ради
Рада складається з 16 депутатів та голови.

## Керівний склад сільської ради
| ПІБ                   | Основні відомості                                                               | Дата обрання | Дата звільнення |
| --------------------- | ------------------------------------------------------------------------------- | ------------ | --------------- |
| Бакша Тибор Тиборович | Сільський голова, 1960 року народження, освіта, безпартійний                    | 26.03.2006   | 31.10.2010      |
| Бакша Тібор Тіборович | Сільський голова, 1960 року народження, освіта середня спеціальна, безпартійний | 31.10.2010   |                 |

Примітка: таблиця складена за даними джерела